# Kurt Börjeson
Kurt Börjeson, folkbokförd Kurt Åke Emanuel Börjesson, född 27 juli 1927 i Katarina församling i Stockholm, död 12 maj 1990 i Vätö församling i Stockholms län, var en svensk konstnär. Börjesons far, farfar och sju farbröder var målare och Börjeson drev måleriet under en tid. Vid 12 års ålder var han lärling hos Isaac Grünewald och fortsatte sedan vid flera konstskolor i Sverige och Danmark. Han ingick i Kärrtorpsgruppen i ca 25 år, tillsammans med konstnärer som Chenia Ekström och Jerker Eriksson. Förutom samarbeten med Sven Erixson, Olle Olsson Hagalund och Yngve Gamlin gjorde Börjeson även teater- och filmdekor för Ingmar Bergman. Vid Stockholms 700-årsjubileum i början av 1950-talet uppmärksammades Börjeson vid en utställning där han deltog med fem oljemålningar. Börjeson var den första svenska konstnären som lanserade kallemaljen som bildkonst.
Han är bland annat representerad bland annat i Ålands konstsamlingar, på skolor, sjukhus och i många offentliga lokaler och privata samlingar. Han tecknade även för Aftonbladet och Norrtelje Tidning. Börjeson hade sammanlagt 66 separat- och samlingsutställningar. Bland hans verk märks väggmålningar av större format i Sundbyberg och Norrtälje, på den senare orten en 24 kvadratmeter stor väggmålning på Hafströmska gårdarna med ett motiv över Växlets Fyr, en målning han utförde tillsammans med Stig R Mellin.
Börjeson arbetade även som bildlärare i Huddinge och gjorde omfattande konstnärliga arbeten för Sjödalen-Fullersta kommundelsnämnd.
Börjeson var 1957–1969 gift med Brita Ingeborg Ersbjörs (född 1929).

## Galleri

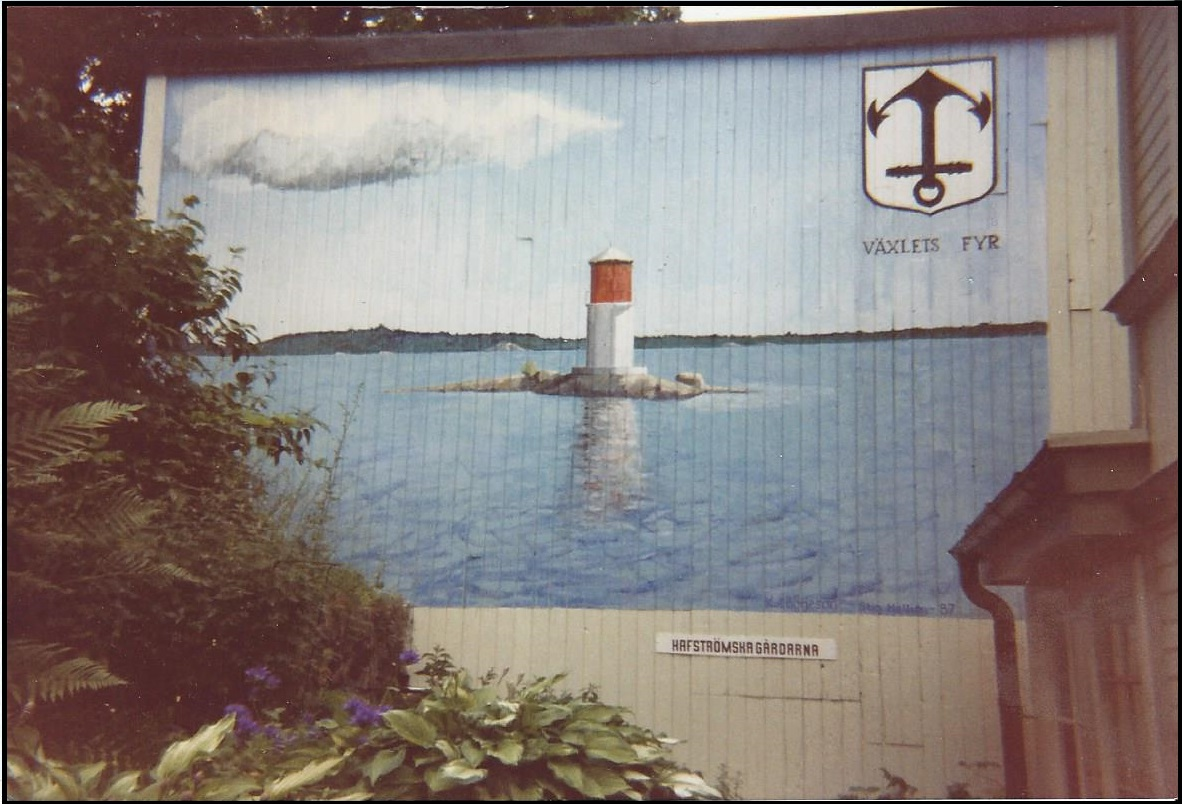
Växlets fyr
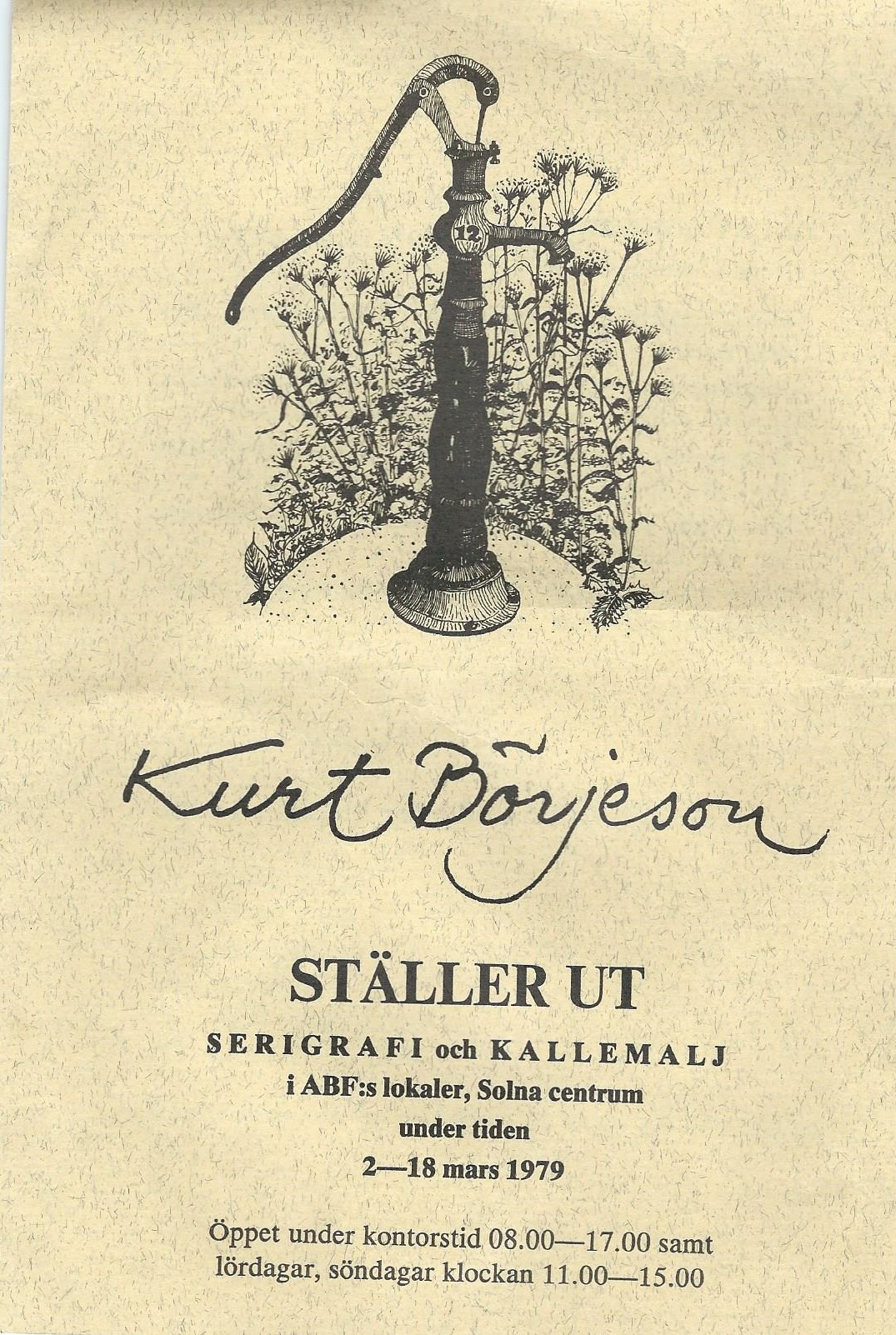
Utställningsblad
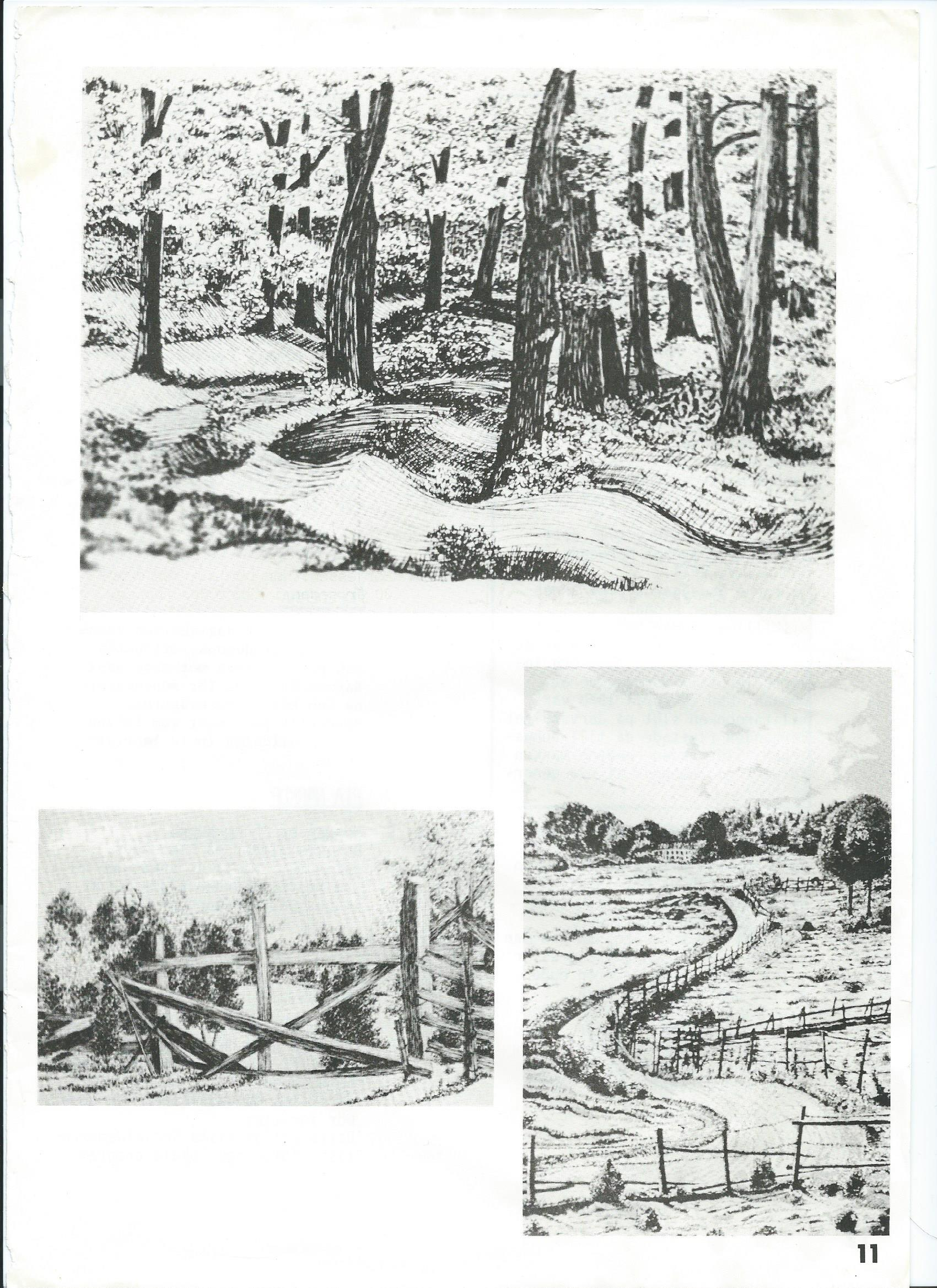
Kolerakyrkogården, Friheten, Hässelby gård
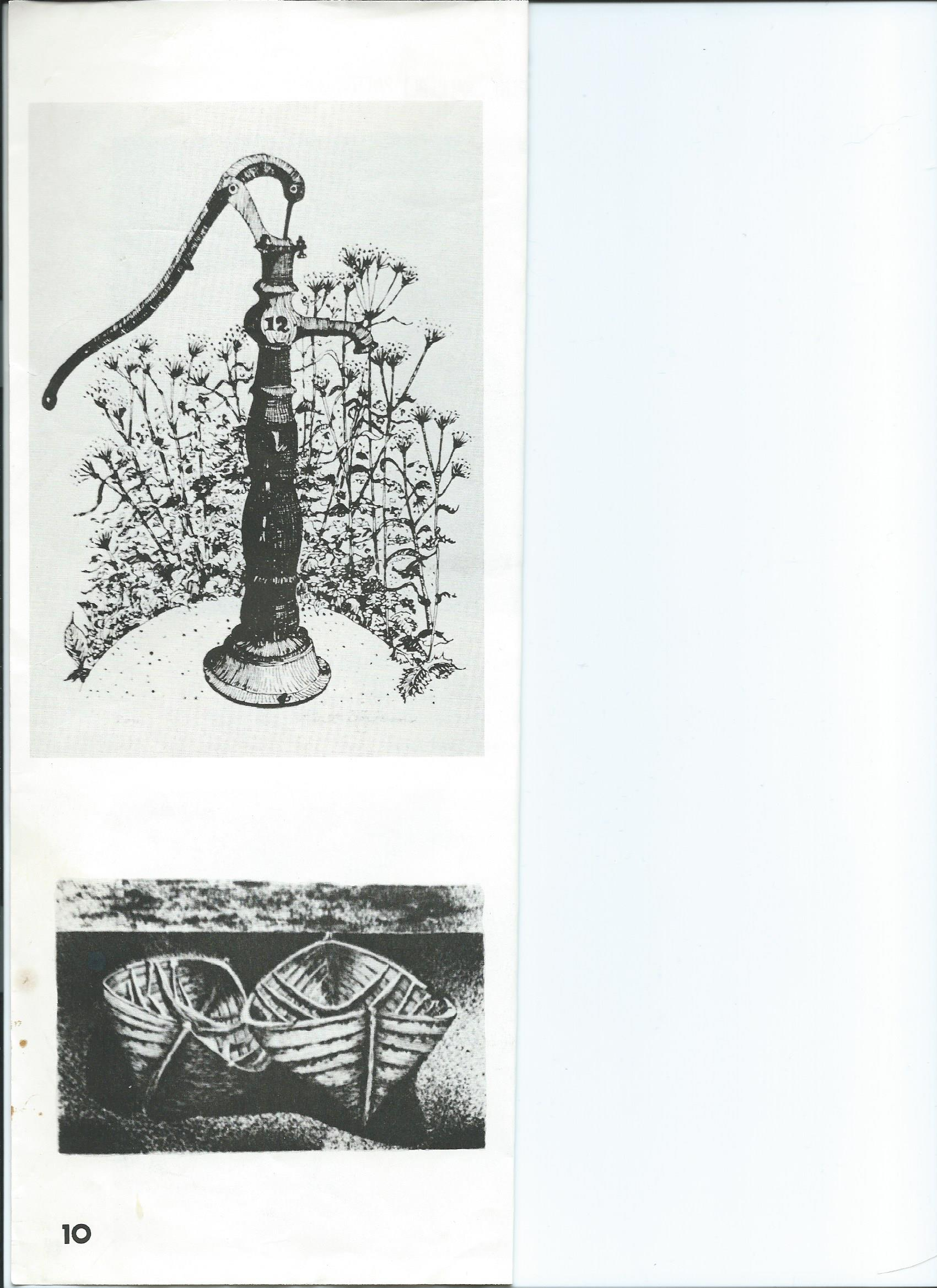
Pumpen